# Ткаченко Олександр Петрович (сержант)
Олександр Петрович Ткаченко (? — листопад 1944) — сержант Червоної Армії; учасник французького руху Опору, командир партизанського загону.

## Біографія
- 1936 рік — закінчив Степанецьку неповну середню школу та вирушив по комсомольській путівці на Донбас.
- 1941 рік — пішов добровольцем на фронт.
- 1943 рік — потрапив в полон біля Кіровограда.
- восени 1943 року — приєднався до лав народних месників Франції, згодом став командиром партизанського загону.
- в листопаді 1944 року — потрапив у ворожу засідку та був страчений гітлерівцями.